# Synechocryptus latitarsis
Synechocryptus latitarsis är en stekelart som beskrevs av Schwarz 1997. Synechocryptus latitarsis ingår i släktet Synechocryptus och familjen brokparasitsteklar. Inga underarter finns listade i Catalogue of Life.